# Wojtek Łuka

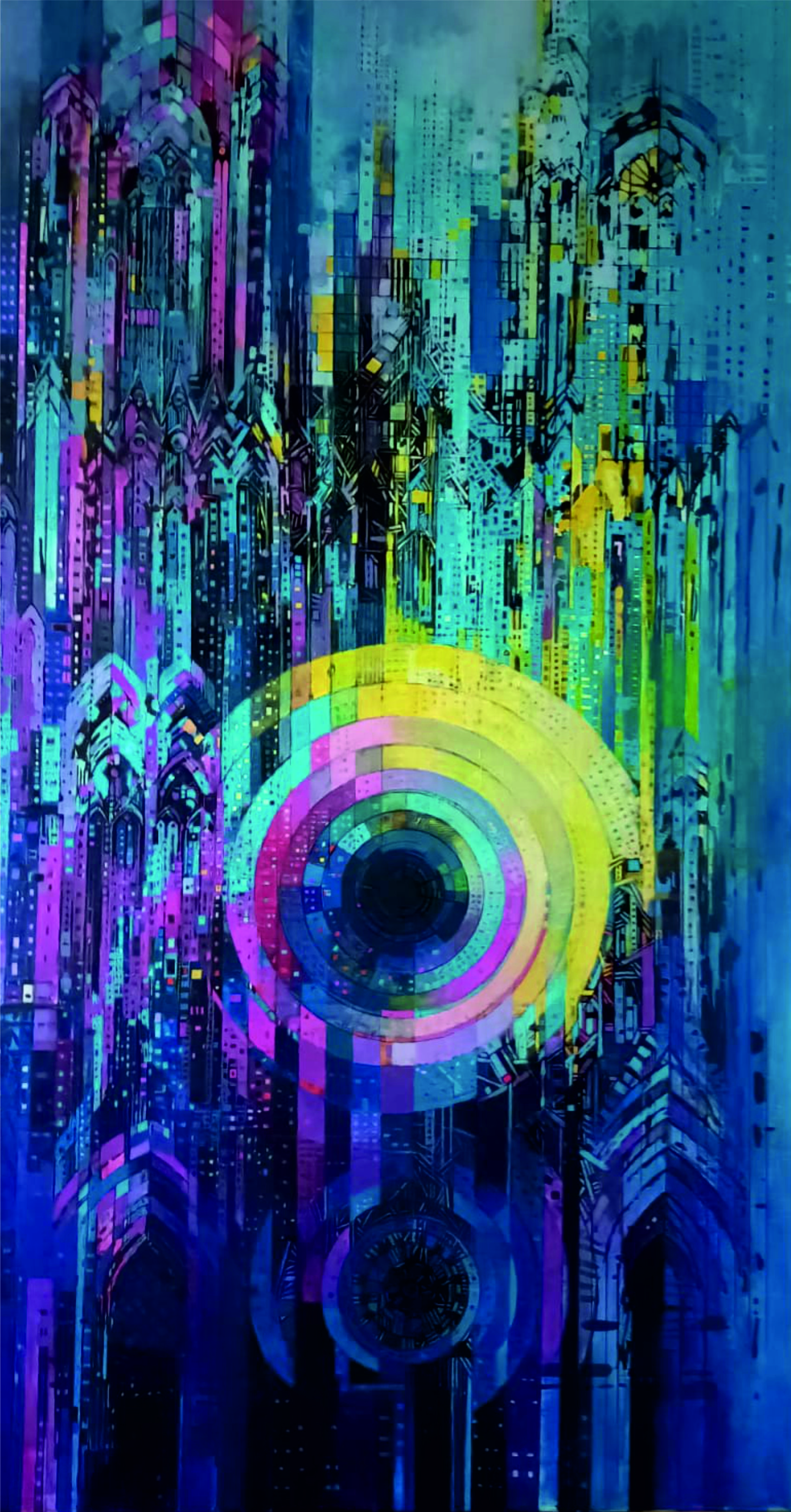
Rozeta z cyklu Katedra
Obraz olejny na płótnie – 2021

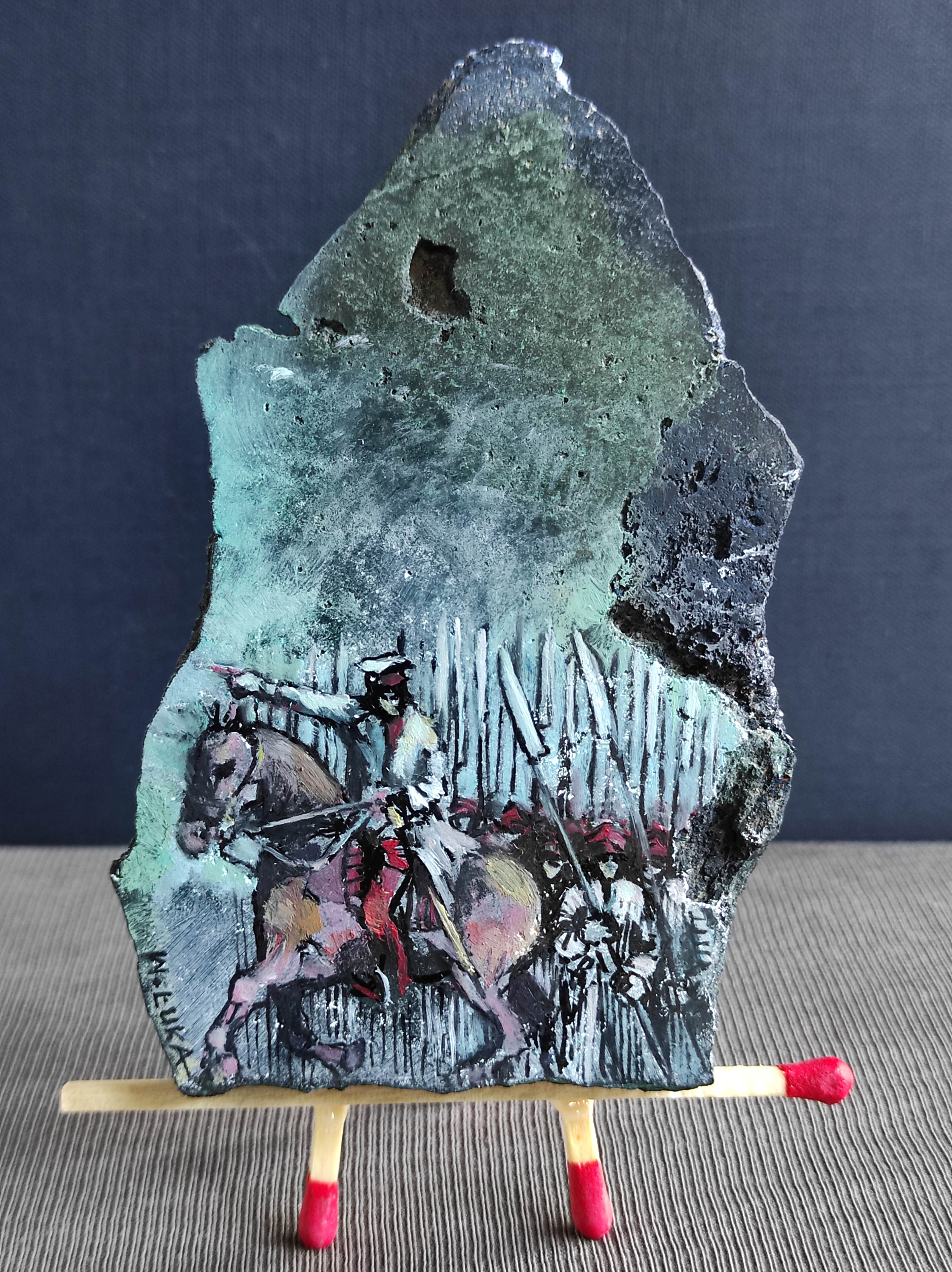
Bitwa pod Racławicami
Obraz olejny na Malachicie i Lapis - lazuli – 2023
Muzeum Miniaturowej Sztuki Profesjonalnej Henryk Jan Dominiak w Tychach

Wojtek Łuka (ur. 10 marca 1958 w Rejowcu Fabrycznym) – polski artysta malarz, plastyk, grafik i rysownik.

## Życiorys
Dzieciństwo i młodość spędził w Świnoujściu, gdzie ukończył Szkołę Podstawową i Liceum Ogólnokształcące uzyskując Świadectwo Dojrzałości w roku 1977. Następnie studiował na Uniwersytecie Śląskim – Wydział Pedagogiczno-Artystyczny, dalej na Uniwersytecie Mikołaja Kopernika – Wydział Sztuk Pięknych. Dopiero studia artystyczne z tytułem magistra sztuki ukończył z wyróżnieniem na Wydziale Grafiki w Katowicach ASP w Krakowie. Dyplom obronił w pracowni wypukłodruku W. Krzywobłockiego i w pracowni projektowania graficznego S. Kluski. W latach 1984–90 był redaktorem graficzny tygodnika „Tak i Nie”, a w okresie 1988–91 piastował stanowisko dyrektora artystycznego Wydawnictwa „Jutro”. Od roku 1991 do roku 2010 – w tyskim magistracie jako Plastyk Miejski Wydziału Architektury w Tychach. Od 1994 współtwórca i członek kolegium redakcyjnego, a także kierownik Działu Graficznego miesięcznika „Śląsk”. Od 01 października 2019 kurator Miejskiej Galerii Sztuki OBOK

## Życie prywatne
Ojciec dwóch synów: Jakuba (ur. 1981), Maksyma (ur. 2003) i córki Marty (ur. 2000).

## Twórczość
- Uprawia twórczość artystyczną w zakresie projektowania graficznego, sztuki użytkowej, grafiki warsztatowej z przewagą wypukłodruków, rysunku, ilustracji książkowej i malarstwa akwarelowego.
- Autor wielu nazw i znaków graficznych m.in.: logo Opery Śląskiej, Agencji Promocji i Rozwoju Miasta Tychy, Fabryki Okien, miesięcznika „Śląsk”.
- Cykle prac:
  - „Bariery” – grafiki
  - „Poduszki” – akwarele – 2004–2007
  - „Sny” – akwarele
  - „Kuszenie” – oleje – 2005
  - „Oko Opatrzności”
- Twórca „Skupu Kultury”
- Prowadzi w Tychach Szkołę Rysunku i Malarstwa.

### Wystawy zbiorowe
- X Międzynarodowe Biennale Grafiki w Krakowie
- Ogólnopolska Wystawa Sztuki „Arsenal”
- W galerii „Fra Angelico” Muzeum Archidiecezjalnego w Katowicach – luty 2000 r. – grafiki i rysunki
- W galerii „Fra Angelico” Muzeum Archidiecezjalnego w Katowicach – luty 2006 r. – Sny / akwarele i rysunki

### Wystawy objazdowe
- Wystawy we Francji
- Wystawy w USA
- Wystawy w Kanadzie
- Wystawy w Niemczech

### Prace w muzeach
- W zbiorach Muzeum Archidiecezjalnego w Katowicach
- W Zbiorach Muzeum Beskidzkiego w Wiśle będącego obecnie oddziałem Muzeum Śląska Cieszyńskiego
- W zbiorach Muzeum Miniaturowej Sztuki Profesjonalnej Henryk Jan Dominiak w Tychach[3]

### Prace w zbiorach osób prywatnych i instytucjach
- Jego prace znajdują się we Włoszech, Niemczech, Holandii, Szwecji, Kanadzie, USA i Japonii

### Inne
- Ma na swoim koncie ponad 1800 publikacji w formie ilustracji do prozy i poezji, książek i prasy oraz opraw artystycznych periodyków okazjonalnych.

## Odznaczenia, nagrody i wyróżnienia
- Odznaka honorowa „Zasłużony dla Kultury Polskiej” (2010)[1]
- Srebrna Odznaka Honorowa za Zasługi dla Województwa Śląskiego nadana przez Marszałka Województwa (2007)
- W 1985 uzyskał stypendium ministra kultury i sztuki
- w 1985 nagrodę im. J. Gielniaka.
- Nagroda Prezydenta Miasta Tychy w dziedzinie Kultury (2016)[4]